# Anael Cantilo
Anael Cantilo (Bogotá, 24 de enero de 1976) es un músico argentino. Participó como bajista, arreglador y productor artístico con diversos artistas destacándose sus contribuciones en las obras de Miguel Cantilo (su padre) y el dúo Pedro y Pablo. Es también hermano gemelo del músico Sufián Cantilo con quien trabaja realizando producciones.

## Biografía
Nació en 1976 en Bogotá, Colombia porque su padre Miguel Cantilo se fue exiliado del país, por causa de la dictadura militar, aunque luego se nacionalizó argentino. A los 8 años inicia sus estudios musicales, aprendiendo a tocar la guitarra. Más tarde se inclinó por el bajo eléctrico estudiando con Javier Malosetti y Adalberto Cevasco entre otros profesores. A los 17 años comienza su carrera profesional integrando "la sangre" la banda de Miguel Cantilo solista,  con quien realiza varias giras y en 1997 participa de la grabación del Disco "De Amores y Pasiones" A partir de ahí se dedicó a grabar discos en algunos como bajista y otros como productor y arreglador.
En 2005 participa como bajista del disco de Miguel Cantilo "Clásicos" donde comparte la grabación con algunos de los principales artistas del país: Charly García, Andrés Calamaro, León Gieco, Ricardo Mollo, Juan Carlos Baglietto, Rubén Rada, Alejandro Lerner, Fabiana Cantilo, Moris, Claudia Puyó, Hilda Lizarazu, Gustavo Cordera y otros.
Desde 2008 se dedicó a realizar diferentes tipos de producciones, principalmente los últimos discos de Miguel Cantilo y Pedro y Pablo así como participando como bajista en sus actuaciones.
A partir del 2010 comenzó a producir junto con su hermano Sufian y desde el estudio que comparten, música para obras de teatro y comedias musicales. Trabajando con directores como Hernán Bonsergent, Federico Picone entre otros. 
En 2020 Sufian y Anael compusieron y grabaron la música original para la película de Juan Dickinson Proyecto Parque Patagonia

## Discografía

### Como bajista
1997 De amores y pasiones - Miguel Cantilo
2003 Sudamérica va - Miguel Cantilo
2005 Clásicos - Miguel Cantilo
2005 Tomi Lebrero y el Puchero Misterioso
2006 Calicanto
2008 Consciencia - Miguel Cantilo 
2010 Música en el Salón Blanco (En vivo)
2012 Cantilenas - Miguel Cantilo - Miguel Cantilo
2013 Cantangos - Miguel Cantilo
2014 Canciones de la buhardilla - Miguel Cantilo
2015 Pedro y Pablo en vivo en auditorio Belgrano
2017 Unidos por el cantar - Pedro y Pablo
2019 El viejo entre los animales - Cristian English
2021 Corazón Acústico - Miguel Cantilo

### Como productor artístico
2008 Consciencia - Miguel Cantilo
2009 Lunena - Li
2012 Cantilenas - Miguel Cantilo - Miguel Cantilo
2013 Cantangos - Miguel Cantilo
2014 Canciones de la buhardilla - Miguel Cantilo
2015 Música de entrecasa - María Chuzena
2017 Unidos por el cantar - Pedro y Pablo
2019 El viejo entre los animales - Cristian English
2020: Proyecto Parque Patagonia - Película Documental de Juan Dickinson
2021 Corazón Acústico - Miguel Cantilo